# Billy Kid (singel)
Billy Kid – utwór polskiego rapera ReTo, wydany w lipcu 2020 roku przez wytwórnię spacerange, pochodzący z albumu W samo południe.
Nagranie uzyskało certyfikat dwukrotnie diamentowej płyty (2024). Utwór zdobył ponad 74 milionów wyświetleń w serwisie YouTube (2023) oraz ponad 50 milionów odsłuchań w serwisie Spotify (2023).
Producentem utworu jest Kubi Producent. Za mix/mastering utworu odpowiada DJ Johny.

## Twórcy
- ReTo – słowa[1][2]
- Kubi Producent – producent[1]
- DJ Johny – mix/mastering[1]